# Lucas Rossi
Pour les articles homonymes, voir Rossi.
Lucas Rossi est un joueur argentin de hockey sur gazon né le 2 juin 1985. Il a remporté avec l'équipe d'Argentine la médaille d'or du tournoi masculin aux Jeux olympiques d'été de 2016 à Rio de Janeiro.